# Seewen
Seewen est une commune suisse du canton de Soleure, située dans le district de Dorneck.

Vue aérienne (1953)

## Culture
Le village est le siège d'un musée des automates de musique, partie du groupe des « Musées nationaux suisses ».